# 許嘉誼
许嘉谊（1908年3月18日—1953年7月2日），又譯许歌谊、许謌而等，俄語名阿列克谢·伊萬諾維奇·许嘉谊（Алексей Иванович Хегай），是朝鮮民主主義人民共和國初期的政治人物、朝鮮勞動黨的創始人之一、苏联派领袖。
從血統上講，许嘉谊是高丽族，即蘇聯高丽族的代表人物。他精通俄語，讲朝鮮語却非常不流利。

## 政治經歷
1945年，奉蘇聯共產黨命令，進入北朝鮮，當選朝鮮共產黨北朝鮮分局組織部次長。
1946年，當選了新成立的北朝鮮勞動黨中央委員兼中常委。
1948年，當選為最高人民會議議員。9月，接替朱寧河，成為北朝鮮勞動黨副委員長兼新檢閱委員長。
1949年朝鮮勞動黨成立，當選為副委員長。
1950年成為朝鮮勞動黨第一書記，也一度成為當時的政治明星。
1951年11月，遭到金日成鬥爭政敵的影響，並調其為副首相、農業政策負責人。
1953年被金日成指控涉嫌加入朴憲永、李承燁間諜事件，隨後死亡，據報導他是飲彈自殺身亡的，但也有人認為是金日成逼其自尽，或者雇人刺殺他的。